# Aimée Beekman
Aimée Beekman est une écrivaine estonienne née le 20 avril 1933 à Tallinn.
Après avoir travaillé comme cadreuse au cinéma, elle s'oriente vers l'écriture de fiction.